# Neugernsdorf
Neugernsdorf é uma vila e antigo município da Alemanha localizado no distrito de Greiz, estado da Turíngia.  Pertence ao Verwaltungsgemeinschaft de Leubatal. Desde 31 de dezembro de 2013, faz parte do município de Langenwetzendorf.